# Sagraea woodsii
Sagraea woodsii là một loài thực vật có hoa trong họ Mua. Loài này được (Judd & Skean) Alain miêu tả khoa học đầu tiên năm 1999.